# West Green (West Sussex)
West Green – dzielnica miasta Crawley w Anglii, w hrabstwie West Sussex, w dystrykcie Crawley. Leży 14 km od miasta Redhill. W 2016 miejscowość liczyła 5278 mieszkańców.